# 拉塞烏杜爾赫利主教座堂

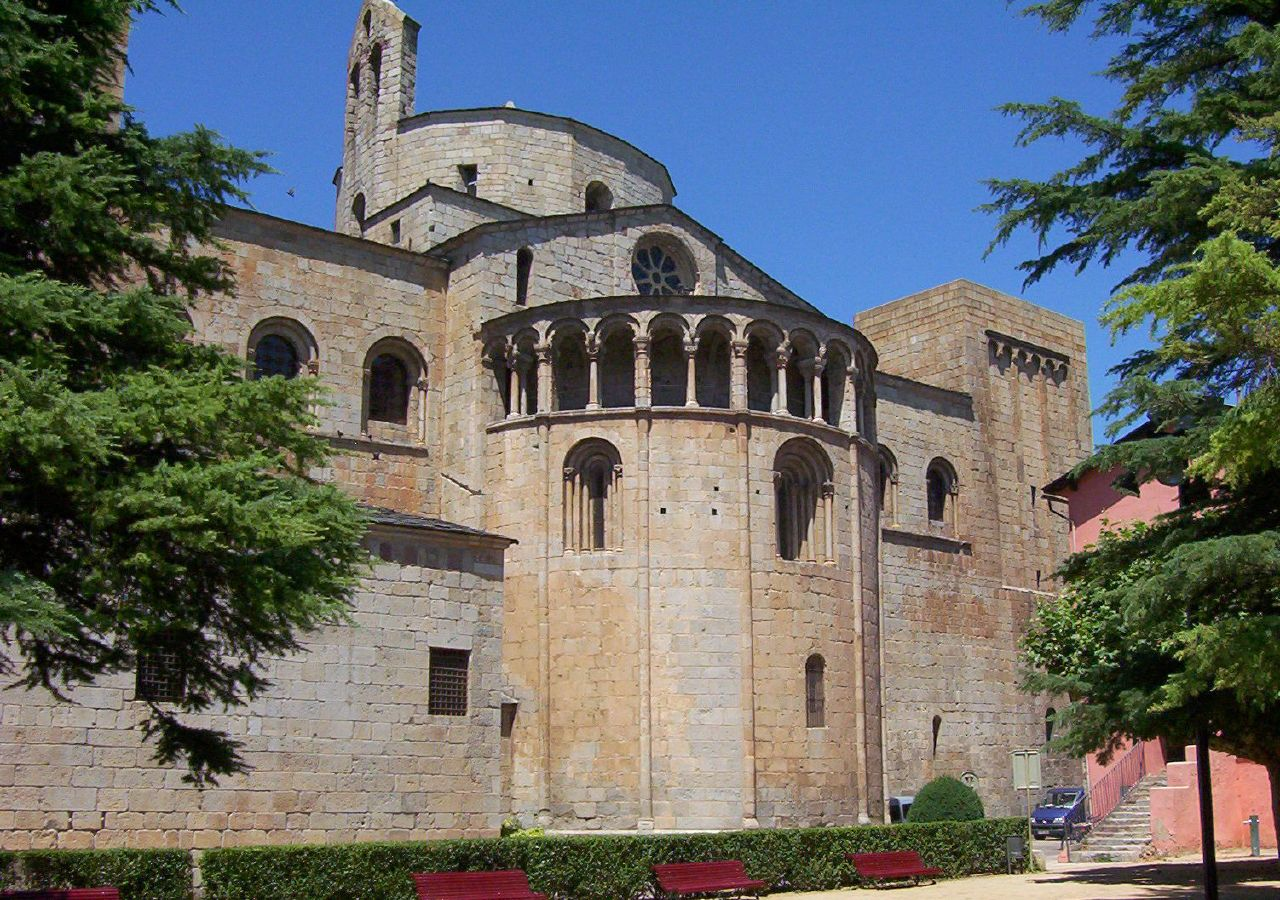
拉塞烏杜爾赫利主教座堂

拉塞烏杜爾赫利主教座堂（La Seu d'Urgell Cathedral）是位於西班牙城市拉塞烏杜爾赫利的一座羅馬天主教的主教座堂。拉塞烏杜爾赫利主教座堂也是天主教烏赫爾教區的主教座堂。